# Nykøbing Falster
Nykøbing Falster (původně pouze Nykøbing) je město v Dánsku na ostrově Falster. Nachází se u úzkého průlivu Guldborgsund (mezi ostrovy Lolland a Falster), asi 130 km jihozápadně od Kodaně. Je správním střediskem komuny Guldborgsund. V roce 2023 žilo v Nykøbingu Falster 16 927 obyvatel. Pokud je k počtu obyvatel připočítáno satelitní město Sundby na druhé straně průlivu Guldborgsund na ostrově Lolland, které na Nykøbing Falster přesně navazuje, žije v celém městě dohromady 20 105 obyvatel.
V Nykøbingu Falster se nachází kostel Svatého Kříže a klášterní kostel. Nachází se zde také zoologická zahrada. V Sundby se nachází středověký skanzen Middelaldercentret, muzeum hasičství a větrný mlýn Ejegod.
Městem prochází primární silnice 9 a evropská silnice E55 tvoří jeho obchvat.